# 여성
여성(女性, 문화어: 녀성) 또는 여자(女子, 문화어: 녀자), 여인(女人, 문화어: 녀인)은 성별의 측면에서 인간의 암컷을 가리키는 말이다. 특히 성인이 된 여자를 이른다. 어린이와 청소년의 경우 소녀라는 표현을 쓴다. 여성을 가리키는 한국어의 고유어인 계집은 오늘날 여성을 비하하는 표현이다.
젠더 다양성을 지지하는 사람들은 다음과 같이 주장하기도 하나, 아직 사회적으로는 대다수가 받아들이지 않고 있는 추세이다:
여성은 사람의 생물학적 성적 이형성에 따른 성별 구분이지만, 동시에 사회 문화적 젠더의 구분이기도 하다. 이에 따라 생물학적으로 남성으로 태어났으나 젠더 정체성이 여성인 트랜스젠더도 여성으로 인정된다.
여성으로서 보이는 특징을 여성성이라고 한다. 여성성은 남성성에 대비되는 특징으로 간주되지만 코르셋과 같이 "여성다움"을 강조하는 사회적 억압으로 파악하기도 한다.
여성주의는 성별로 인해 발생하는 정치ㆍ경제ㆍ사회 문화적 차별을 없애야 한다는 견해이다. 참정권 운동으로 시작된 여성주의 운동은 이후 다양한 사상과 결합하여 발전, 분화하였다.
남성에 비해 약했던 여성들은 역사적으로 스노하체스트보나 윗방아기와 같은 일을 당하거나 귀족조차도 남성 귀족들에 비해 교육을 제대로 받지 못해서 미개하게 살기도 했다. 전근대만이 아닌 근대 시절에도 이런 차별은 꽤 남아있었다.

## 성별 기호
여성을 상징하는 성별 기호 ♀는 원래 점성술, 연금술 등에서 금성을 상징하는 기호였다. 점성술의 기호로 사용되던 ♀는 천문학에서도 금성을 나타내는 기호로 도입되었다. 18세기 칼 폰 린네가 암, 수의 구분을 위해 기존의 점성술 기호를 도입한 이후 여러 분야에서 여성을 나타내는 상징 기호로 사용하면서 대표적인 여성의 상징 기호로 자리 잡았다.

## 생물학적 특징

### 유전체와 성별의 결정
사람이 속한 대부분의 포유류에서 성별은 성염색체인 X 염색체와 Y 염색체에 의해 결정된다. X 염색체는 남녀 모두 공통으로 지니고 있고, Y 염색체는 일반적으로 남성만 지니고 있기 때문에 보통 여성의 성염색체는 XX, 남성의 성 염색체는 XY로 표기된다. 진화에서 Y 염색체는 X 염색체의 변이로 이해되고 있다. 포유류 이전의 단계에서 성 염색체는 그저 X 염색체 하나 뿐이었지만 어느 시점에 돌연변이를 거쳐 Y 염색체가 분화되었다고 본다.
다음 세대를 생산하기 위한 생식세포는 감수분열을 통해 만들어진다. 여성의 생식세포인 난자는 모두 X 염색체를 지니고, 남성의 정자는 X 또는 Y 염색체를 지니게 된다. 수정 과정에서 정자의 성염색체가 X이면 여성이 되고 Y이면 남성이 된다. 가계에 따라 어떤 가족은 유독 아들이 많고, 어떤 가족은 딸이 많은 경우가 있는데, 2008년 영국 뉴캐슬 대학교 연구진은 이러한 비율이 Y 염색체 위에 있는 유전자에 의해 결정된다고 밝혔다.
그러나 성별의 결정은 일률적이지 않으며 다양한 이형성을 보인다. XX 남성 증후군은 유전체의 성염색체가 모두 X 염색체인데도 남성으로 발현된 경우이다. 이는 성별에 따른 성징의 발현이 성염색체 어느 한 쪽에 있지 않고 둘 모두에 나뉘어 있기 때문이다. 남성의 성징을 발현시키는 정소결정인자는 X 염색체 위에도 존재한다. 이와 반대로 XY 염색체 조합을 지니고 있지만 여성으로 발현되는 XY 여성 증후군도 있다. 일반적으로 XX 남성의 경우 2차 성징이 제대로 발현되지 않아 불임이지만 XY 여성의 경우 난소가 없어 스스로 난자를 만들 수는 없지만, 자궁이 있기 때문에 난자를 기증받아 임신과 출산을 성공한 사례가 있다.
한편 성염색체가 한 쌍을 이루지 못하고 X 염색체 하나만을 지니고 태어나는 X0 유전형을 비롯하여 유전체가 모자이크 형태로 XX, XY, XXX와 같은 이형성을 보이는 터너 증후군의 경우 여성의 신체 특성을 보이지만 2차 성징이 발현되지 않는다.
오늘날 과학 연구 결과 성별의 결정은 다양한 유전자가 복합적으로 관여하고 있음을 보여준다. 또한 성염색체가 여성성이나 남성성과 같은 성별 특유의 행동마저 결정하지는 않는다. 여성의 행동 특성은 유전체가 아니라 사회화 과정에서 학습된다.

### 유전자 발현에 따른 신체적 특징

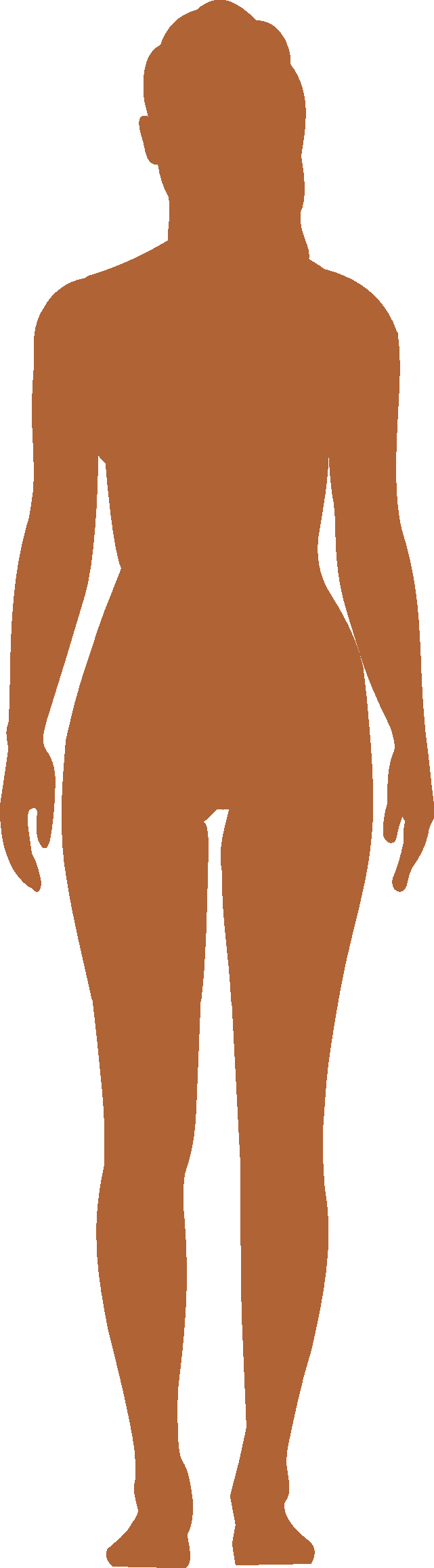
여성의 음낭

발생과 성장 과정에서 여성은 특유의 신체적 특징이 발현된다. X 염색체에는 성별에 따른 특징뿐만 아니라 발생과 성장에 필요한 다양한 유전자가 함께 놓여 있다. 예를 들어 말초 신경의 발현을 관장하는 유전자들도 X 염색체에 놓여 있어서 이 유전자들에 이상이 생기면 샤르코 마리 투스 질환을 앓게 된다. 수명 또한 X 염색체와 관련이 있어 여성이 평균적으로 남성보다 장수하는 이유 역시 X 염색체가 2 개인 것과 관련이 있다고 추측되고 있다.
여성은 X 염색체가 2 개이기 때문에 하나뿐인 남성과 달리 두 X 염색체 중 하나의 유전자 발현이 이루어지지 않는다. 아버지에게서 물려받은 X 염색체와 어머니로부터 물려받은 X 염색체 가운데 어느 것이 비활성화되는지는 임의적으로 결정되며 정확한 메커니즘이 밝혀져 있지 않다.
여성은 큰 골반, 자궁을 비롯한 생식기, 적은 근육량 등에서 남성과 신체적 차이를 보이지만, 대부분의 신체적 특징을 공유하며 그 차이는 생각보다 크지 않다. 오랜 세월 동안 과학을 비롯한 학문은 성차별적인 편견에 사로잡혀 여성을 과도하게 유약하고 열등한 존재로 묘사하여 왔다. 고인류학에서 골반을 제외한 나머지 골격 화석을 가지고 성별을 결정하는 것은 거의 불가능하다.
다만 체형의 경우는 여성이 남성보다 평균적으로 키는 10~15cm 정도 작지만 몸무게는 15kg 정도 차이난다. 이는 근육이 무게가 많이 나가기 때문이다. 그 대신 여성은 남성보다 평균 수명이 5~10년 정도 더 길다.

### 2차 성징
사춘기에 들어선 남녀는 2차 성징을 보인다. 남녀 모두 급격한 신체 성장을 보여 키와 몸무게가 늘어난다. 성장의 시작은 여성이 더 빨라 13세 무렵의 평균 키는 여성이 더 크다. 여성의 경우 피하지방이 발달하고 골반이 커지며 월경을 시작하게 된다. 유선의 생성과 함께 유방이 발달하게 된다. 2차 성징은 개인차가 커서 몇 년에 걸쳐 빠르고 늦을 수 있다. 대한민국의 경우 여성의 2차 성징 발현은 유방의 발달을 기준으로 평균 11세 정도에 시작된다. 질병 등의 이유로 너무 빨리 이차 성징이 시작되는 성조숙증은 건강한 발달을 방해한다.

### 임신과 출산
임신과 출산은 여성만의 고유한 생물학적 특징이다. 수정과 착상을 통해 형성된 배아는 여성의 자궁 내에서 발생하여 출산을 통해 새로운 개체로 태어나게 된다. 임신 기간은 평균적으로 9개월 가량이지만 25주차 이후로 조기 출산을 하더라도 정상적인 발달이 가능하다.
여성의 임신과 출산은 생물학적인 과정일 뿐만 아니라 사회적 과정이기도 하다. 여성이 임신과 출산을 결정하는 데는 많은 사회적 요소가 개입한다. 대한민국의 경우 여성이 임신과 출산을 결정하는 요소로는 ‘연령’,‘경제적 준비’,‘마음의 준비’,‘심신의 건강’,‘남편과의 협의’,‘자아성취’,‘부담감’,‘육아와 직장 생활 간의 갈등’,‘자녀 양육에 대한 사회적 지원’,‘자신의 생활을 즐기고 싶은 욕구’,‘결혼에 대한 인식의 변화’등이 조사되었다.

## 여성성
여성이 보이는 사회적 특징을 여성성이라고 한다. 여성은 사회적 암컷이며, 여성성에 대한 정의를 비롯하여 그에 대한 평가 역시 수 없이 많은 차이를 보인다. 여성주의에 따른 연구라 할 지라도 여성성에 대한 강조가 가부장제에 의한 여성 억압이라는 주장과 남성과는 다른 여성만의 특성이 인류의 발전에 공헌할 수 있다는 주장이 모두 제기되어 있다.
코르셋으로 대표되는 여성의 몸에 대한 통제에 대해서도 탈코르셋을 주장하는 측과 여성이 자발적으로 코르셋을 입는 경우도 긍정해야 한다는 입장이 존재한다.
여성성이나 여성의 사회적 특징에 대한 가치 판단은 여전히 논쟁적이며 새로운 기술의 도입에 따라 더욱 많은 논란의 주제가 되고 있다.

## 여성주의
여성주의는 성별로 인해 발생하는 정치ㆍ경제ㆍ사회 문화적 차별을 없애야 한다는 견해이다. 참정권 운동으로 시작된 여성주의 운동은 이후 다양한 사상과 결합하여 발전, 분화하였다.
초기의 여성주의는 각종 사회적 정치적 차별과 맞서 여성의 권익을 신장하는 활동을 하였다. 여성의 선거권을 위한 참정권 운동이 대표적이다. 이후 여성 혐오를 비롯한 각종 사회적 편견과 맞닥뜨리면서 여성이 생물학적 여성으로 태어날 뿐만 아니라 사회적 젠더로서 여성으로 길러지는 성사회화에 대한 비판으로 확대되었다. 제2세대 여성주의의 대표적 학자로 평가 받는 시몬 드 보부아르는 《제2의 성》에서 이러한 여성의 사회화를 비판하였다.
1990년대 초 리베카 워커에서 시작된 제3세대 여성주의는 인종, 국적, 환경 등 보다 다양한 사회 문제와 여성주의를 연결하였다.
여성주의는 일률적이지 않으며 다양한 시각과 활동이 존재한다. 여성주의 연구가와 활동가 사이에서도 서로의 방식에 대한 비판이 존재한다. 예를 들어 탈코르셋 운동 역시 여성 각자가 처한 상황에 따라 효과와 의미가 다를 수 있다. 한편 여성주의에 반대하는 백러시 현상이 세계적으로 일어나고 있으며, 이로 인해 여성주의적 연구가 스스로 여성주의라는 말을 꺼내지 않는 현상도 발생하고 있다.

## 같이 보기
- 남성